# Jean De Clerck
Pour les articles homonymes, voir De Clercq.
Jean De Clerck, né le 24 décembre 1902 à Bruxelles et mort le 3 janvier 1978 à Louvain, est un ingénieur et professeur de brasserie belge.
Il est considéré comme « le scientifique le plus influent du XXe siècle en matière de brasserie ». Ses travaux et enseignements, notamment sur le rôle de l’oxygène en cours de fabrication de la bière, celui du pH, qui mesure l’acidité ou la basicité d’une solution, sur le dosage de l’acide carbonique et la tenue de mousse de la bière, ou encore sur la qualité des matières premières utilisées, ont profondément influencé l’industrie brassicole de la seconde moitié du XXe siècle.
En tant qu’enseignant, représentant au sein d’instances internationales spécialisées, et conseiller pour de prestigieuses brasseries, il a largement contribué à la renommée internationale des bières belges. On lui doit entre autres la création des bières Duvel et Chimay dans leurs formules actuelles, mais aussi de nombreuses autres de par le monde, par exemple la Superbock au Portugal. Il a, de manière générale, exercé une grande influence sur les bières d’abbaye (comme la De Koninck[réf. nécessaire]), et les trappistes, dont la Rochefort. 

## Biographie

### Enfance et vie familiale
Jean De Clerck naît le 24 décembre 1902 à Bruxelles, rue de l’Escalier, non loin de la Grand-Place. Son père et son grand-père y tenaient un commerce d’épicerie. Il est le benjamin d’une famille de trois enfants. Il n’a pas encore 1 an lorsque son père décède, en 1903. Sa mère quitte alors le centre de Bruxelles et va vivre avec ses enfants chez ses parents, fermiers à Woluwe-Saint-Lambert. En 1913, sa mère décède à son tour, de la tuberculose. Ses grands-parents meurent en  1915 et 1916. De ses 14 ans à son mariage, à 26 ans, il vivra avec sa sœur et son frère aînés.
Le 23 mai 1928, il épouse Rosa Maria Debecker, avec qui il aura 11 enfants (6 garçons et 5 filles), nés entre 1929 et 1951.
L’un de ses fils, Étienne, né en 1935, deviendra également professeur de brasserie et son collaborateur.

### Formation
Jean De Clerck effectue sa scolarité à l’école primaire de Woluwe-Saint-Lambert, puis au collège des Jésuites de St Michel, où il obtient en 1920 son diplôme d’Humanités Anciennes.
Il doit renoncer à des études de médecine, trop longues compte tenu de sa situation financière, mais débute en septembre 1920 une formation d’ingénieur agronome à l’Université catholique de Louvain  et, dès l’année 1924, il cumule les diplômes d’ingénieur chimiste des industries agricoles et d’ingénieur brasseur. Cette double formation lui apportera une vision d’ensemble de la chaîne de fabrication de la bière, et orientera très tôt ses recherches sur la qualité des matières premières employées en brasserie.

## Carrière[5]

### Ingénieur Brasseur
En marge de son service militaire au régiment d’artillerie montée de Louvain, entre 1924 et 1925, il travaille au laboratoire de l’école de brasserie de l’Université Catholique à la demande du professeur Léon Verhelst (1872-1955), directeur de l’École de Brasserie, qui en fait, dès 1925, son assistant.
Considérant que de la recherche scientifique sans expérience de la pratique quotidienne en brasserie n’était pas la bonne méthode de travail, il quitte le laboratoire de l’École de Brasserie, et est embauché comme ingénieur brasseur à la Brasserie De Haecht, à Boortmeerbeek, ce qui l’oblige à effectuer environ 50 km par jour à vélo pour se rendre à son travail.
Début 1929, il trouve du travail plus près de chez lui, à la brasserie Roelants de Schaerbeek.
Il quitte néanmoins cet emploi moins d’un an plus tard, pour retourner travailler en tant que chef de laboratoire à la brasserie De Haecht, qui lui met à disposition un logement.
En 1933, il est recruté par la brasserie Artois (qui produit la désormais célèbre Stella Artois), où il cumule les fonctions de chef du laboratoire et de la fabrication. Il participe au développement rapide de cette brasserie dans les années qui suivent.
Sa notoriété commence à dépasser les frontières de la Belgique, et il est invité en tant qu’intervenant dans plusieurs congrès internationaux, à Londres et Budapest notamment. Il conseille d’innombrables brasseries en Belgique, en Europe et dans le monde, et il est également administrateur dans certaines d’entre elles, en Belgique bien sûr, mais également en France (Brasserie de Nice, Brasserie d’Alger…). On lui doit, avec Albert Moortgat, la création de la Duvel, dans sa première version des années 1930, puis dans sa version actuelle datant de 1967. Cette bière est à l’origine de ce que l’expert en bières Anglais Michael Jackson désigne les « Belgian Strong Golden Ale ».  Il conseille également le père Théodore, venu suivre sa formation d'ingénieur brassicole pour la formulation des recettes des nouvelles trappistes de Chimay fabriquées à l'abbaye Notre-Dame de Scourmont avant de prodiguer ses conseils aux moines de l'abbaye Notre-Dame de Saint-Rémy de Rochefort pour améliorer la qualité de leurs bières qui souffraient de la concurrence redoutable de leurs voisins.
Il continuera d’exercer cette activité de consultant en Brasserie de par le monde (États-Unis, Espagne, Portugal, France, Argentine, Japon…), jusqu’en 1973.

### Professeur de brasserie
En 1939, sa carrière prend un tournant, puisqu’il est nommé chargé de cours à l’Université catholique de Louvain, à l’initiative du professeur Verhelst, qui était également à cette époque président du conseil d’administration des brasseries Artois. Il devient professeur et directeur de l’école de brasserie de l’université de Louvain, en 1943, et y enseigne en langue française et néerlandaise. En 1973, il reçoit la distinction de professeur émérite.
Au cours de sa carrière d’enseignant, il aura formé 266 ingénieurs spécialisés en brasserie, dont 43 % d’étrangers, venant entre autres d’Espagne, du Portugal, et des Amériques. Il aura également fait paraitre 250 articles et publications, dont 84 dans des revues étrangères, notamment : Journal of the institute of brewing, Brauwelt, Brauwissenschaft, Monatschrift für Brauerei, Birra e malto, American society of brewing chemists, etc.. 
En 1948, il publie son Cours de brasserie en deux tomes de plus de 600 pages chacun, le premier tome traitant des matières premières, de la fabrication du malt, de la fabrication de la bière et des équipements de production des brasseries, et le second des méthodes d’analyse et de contrôle de la fabrication. Dès sa parution, cet ouvrage est unanimement reconnu par les professionnels comme la somme la plus complète des connaissances existantes en matière de brasserie, et notamment des techniques les plus abouties du moment. Il reste aujourd'hui la référence, aux dires des professionnels. Il est rapidement traduit en Allemagne par le professeur Kolbach, sous le titre Lehrbuch der Brauerei, et au Royaume-Uni par Barton-Wright, sous le titre A Textbook of brewing, réédité en 1994 à l’initiative du Siebel Institute of Technology à Chicago. 
En 1962, la seconde édition du Cours de Brasserie, augmentée et enrichie des derniers apports de la recherche, comporte près de 2 000 pages. Jean De Clerck travaillait à une 3e édition dans les années 1970, mais la maladie qui l’emportera quelques années plus tard l’empêchera d’achever son œuvre. Des traductions en russe et en chinois du « Cours de Brasserie » ont également été réalisées pour des éditions non autorisées, et continuent d’être vendues.
En 1965 la Technische Hochschule de Munich lui accorda le titre de Docteur-Ingénieur honoris causa.

### Autres activités
À la sortie de la Seconde Guerre mondiale, Jean De Clerck participe à la fondation de l’European Brewery Convention, association à caractère scientifique réunissant de nombreux brasseurs européens. Il en est élu président de 1963 à 1971.
Après son décès, ses anciens étudiants décident, pour commémorer leur professeur, de créer la chaire Jean De Clerck. La première chaire fut organisée en 1984, et la XIVe en 2012. Vingt et un pays y étaient représentés. La XVe chaire se tient du 6 au 8 septembre 2015 à Louvain.

## Décès
Jean De Clerck décède le 3 janvier 1978, des suites d’une maladie dégénérative. Il est inhumé, ainsi que son épouse, décédée en 2001, dans le cimetière des moines de l’abbaye trappiste de Chimay, par dérogation exceptionnelle accordée par l’Abbé, en reconnaissance de son apport à la bière du même nom, qu’il créa en 1950 avec le père Théodore, le moine brasseur.

## Œuvres
- Cours de brasserie, volume I : Matières premières, Fabrication, Installations, 1948.
- Cours de brasserie, volume II : Méthodes d’analyse, Contrôle de la fabrication, 1948.

Réédition de ces 2 volumes, 2e édition complétée et remise à jour, 1963. Réimpression de l’édition 1963 en 1980.